# 2002 dans le catholicisme
Chronologie du catholicisme
- 1998
- 1999
- 2000
- 2001
- 2002
- 2003
- 2004
- 2005
- 2006

Cet article présente les faits marquants de l'année 2002 dans le catholicisme.

## Évènements
- construction de l'actuelle cathédrale de Hongdong

- 26 janvier : la cathédrale Saint-Paul de Tirana est consacrée.
- 5 avril : le diocèse de Tanjung Selor est érigé par détachement de l'archidiocèse de Samarinda.
- 7 avril : Jean-Paul II promulgue Misericordia Dei.
- 17 avril :
- 4 mai : Jean-Paul II érige l'éparchie Saint-Pierre-Apôtre de San Diego des Chaldéens, le diocèse de Kharkiv-Zaporijjia et le diocèse d'Odessa-Simferopol.
- 19 mai : canonisation d'Alonso de Orozco, Ignace de Santhia, Humble de Bisignano, Pauline du Cœur Agonisant de Jésus et Bénédicte Cambiagio Frassinello.
- 22 au 26 mai : voyage apostolique du pape en Azerbaïdjan et en Bulgarie.
- 16 juin : canonisation de Padre Pio.
- 23 au 28 juillet : réunion des Journées mondiales de la jeunesse 2002 à Toronto.
- 23 au 2 août : voyage apostolique du pape au Canada, au Guatemala et au Mexique, dernier voyage de Jean-Paul II hors d'Europe.
  - 30 juillet : canonisation de Pierre de Betancur.
  - 31 juillet : canonisation de Juan Diego Cuauhtlatoatzin.
- 18 et 19 août : voyage apostolique du pape en Pologne.
- 2 septembre : la consécration de la cathédrale Notre-Dame-des-Anges de Los Angeles marque la fin de ses travaux, entamés en 1997.
- 6 octobre : canonisation de Josemaría Escrivá de Balaguer, fondateur de l'Opus Dei.
- 16 octobre : Jean-Paul II publie Rosarium Virginis Mariae, lettre apostolique sur le Rosaire.
- 20 octobre : béatification de Marie de la Passion de Chappotin.
- 31 octobre : création du vicariat apostolique de Rodrigues.
- 9 novembre : la cathédrale Jésus-Sauveur-du-Monde de Rrëshen est consacrée par le cardinal Crescenzio Sepe.
- 27 décembre : Jean-Paul II érige le diocèse d'Acarigua-Araure

.

## Décès

### Janvier
- 18 janvier : Arley Arias García, prêtre colombien assassiné (° 1972)

### Février
- 2 février : Robert Ouédraogo, prêtre et musicien burkinabé (° 5 juin 1922)
- 17 février : Alexander Carter, prélat canadien, évêque de Sault-Sainte-Marie (° 6 avril 1909)
- 21 février : Dennis Vincent Durning, prélat et missionnaire américain, premier évêque d'Arusha (° 18 mai 1923)

### Mars
- 11 mars : Franjo Kuharić, cardinal croate, archevêque de Zagreb (° 15 avril 1919)
- 12 mars : Louis-Marie Billé, cardinal français, archevêque de Lyon (° 18 février 1938)
- 16 mars : Isaías Duarte Cancino, prélat colombien, archevêque de Cali, assassiné (° 15 février 1939)
- 17 mars : Siméon Oualli, prélat français, évêque de Basse-Terre (° 18 février 1928)
- 27 mars : Bernardo Antonini, prêtre, missionnaire en Russie et en Asie soviétique et vénérable italien (° 20 octobre 1932)

### Mai
- 22 mai : Alexandru Todea, cardinal roumain, archevêque majeur de  Făgăraş et Alba Iulia des Roumains (° 5 juin 1912)
- 24 mai : Johannes Overath, prêtre, théologien et musicologue allemand (° 15 avril 1913)

### Juin
- 25 juin : Henri Donze, prélat français, évêque de Tarbes (° 11 octobre 1912)
- 28 juin : André Naud, prêtre sulpicien, théologien, philosophe et enseignant canadien (° 5 juillet 1925)

### Juillet
- 25 juillet : Johannes Joachim Degenhardt, cardinal allemand, archevêque de Paderborn (° 31 janvier 1926)

### Août
- 28 août : Rudolf Schnackenburg, prêtre, bibliste et théologien allemand (° 5 janvier 1914)

### Septembre
- 5 septembre : Louis Lochet, prêtre et écrivain français (° 16 juillet 1914)
- 8 septembre : Lucas Moreira Neves, cardinal brésilien de la Curie, précédemment archevêque de Feradi Maius (de) puis de Forum Novum (de) (° 16 septembre 1925)
- 16 septembre : 
  - François-Xavier Nguyen Van Thuan, cardinal vietnamien de la Curie, précédemment évêque de Nha Trang puis archevêque coadjuteur de Saïgon et archevêque titulaire de Vadesi (de) (° 17 avril 1928)
  - Jean Vernette, prêtre, vicaire général de Montauban et auteur français engagé contre les dérives sectaires (° 26 février 1929)
- 23 septembre : John Baptist Wu Cheng-Chung, cardinal chinois, évêque de Hong Kong (° 26 mars 1925)

### Octobre
- 4 octobre : Jean Huard, prélat belge, évêque de Tournai (° 23 mars 1928)
- 22 octobre : 
  - Octavio Nicolas Derisi, prélat, philosophe et universitaire argentin, évêque auxiliaire de La Plata et évêque titulaire de Rhasus (de) (° 27 avril 1907)
  - Ernest Fortin, prêtre assomptionniste, philosophe et théologien américain (° 17 décembre 1923)
- 24 octobre : José Sebastián Laboa Gallego (en), prélat espagnol, diplomate du Saint-Siège et archevêque titulaire de Zaraï (° 20 janvier 1923)
- 31 octobre : Jean-Marie Fortier, prélat canadien, archevêque de Sherbrooke (° 1er juillet 1920)

### Novembre
- 11 novembre : André Wouking, prélat camerounais, archevêque de Yaoundé (° 14 juin 1930)

### Décembre
- 2 décembre : Ivan Illich, prêtre autrichien devenu philosophe anti-industriel et penseur de l'écologie politique (° 4 septembre 1926)
- 16 décembre : Licinio Rangel, prélat traditionaliste brésilien réconcilié avec Rome, administrateur apostolique de l'Union Saint-Jean-Marie-Vianney (° 5 janvier 1936)
- 25 décembre : 
  - Paul Gauthier, prêtre, théologien et humaniste français, précurseur de la théologie de la libération (° 30 août 1914)
  - Wilhelm Willms, prêtre et auteur allemand de chansons religieuses (° 4 novembre 1930)